# 라이슬러멧박쥐
라이슬러멧박쥐(Nyctalus leisleri)는 애기박쥐과에 속하는 박쥐의 일종이다.

## 특징
중간 크기의 박쥐로 커먼멧박쥐보다 약간 작다. 머리부터 몸까지 몸길이는 48~68mm이고, 날개 폭은 260~330mm이다. 전완장은 38~47mm이고, 몸무게는 11~20g 정도이다. 얼굴과 귀 그리고 날개는 검다.

## 생태
여름에는 수십 또는 수백 마리씩 무리를 지어 나무 구멍 속 또는 박쥐집 안, 건물의 균열 또는 틈 속에 은신한다. 큰멧박쥐와 큰멧박쥐, 벡스타인박쥐, 물윗수염박쥐, 유럽집박쥐와 같은 다른 박쥐와 함께 생활하기도 한다. 보통 20~50마리의 암컷이 보육 집단을 형성하지만 아일랜드에서 800~1000마리가 무리를 형성하는 것이 관찰되기도 한다. 수컷들은 독거 생활을 하는 경향이 있고, 짝짓기가 이루어지는 여름에 터를 잡고 최대 9마리의 암컷과 하렘을 형성하고 다른 경쟁자들을 경계한다. 겨울에는 9월 또는 10월부터 3월 또는 4월까지 건물 안 은신처에서 겨울잠을 자는 경향이 있다. 포식 활동은 해가 진 후 어스름에서 10~40분 동안 하지만, 때로는 낮 동안과 악천후에도 이루어진다. 비행은 느리고 불규칙하며 땅 위 15m 이하에서 이루어진다. 특히 북동부 지역에서 분포 지역의 남서부 쪽으로 최대 1,567km를 이동한다.
먹이는 주로 하늘을 나는 특히 파리와 나비, 날도래와 같은 곤충이지만. 삼림 지대 덤불 위와 더불 가장 자리, 개간지, 연못 위, 길가, 가로등 주위의 하루살이와 풀잠자리, 노린재, 벌, 딱정벌레 등도 먹는다. 6월에 한 번 2마리의 새끼를 낳는다. 짝짓기는 7월말과 9월 또는 10월 사이에 이루어진다. 암컷은 태어난 해에 성적을 성숙해진다. 기대 수명은 최대 9년이다.

## 분포 및 서식지
유럽의 이베리아반도부터 우랄산맥과 캅카스 지역까지, 아프리카 북부, 아시아의 이란 북부 지역부터 파키스탄 북부와 인도 북서부 지역까지 널리 분포한다. 카나리아 제도의 테네리페섬에서도 발견되며 몇몇 아종은 마데이라 제도에서 서식한다. 이탈리아 라치오주와 풀리아주, 사르데냐에서도 발견된다. 해발 최대 2,400m 이하의 삼림 지대와 도시 지역에서 서식한다.